# Turdossini járás

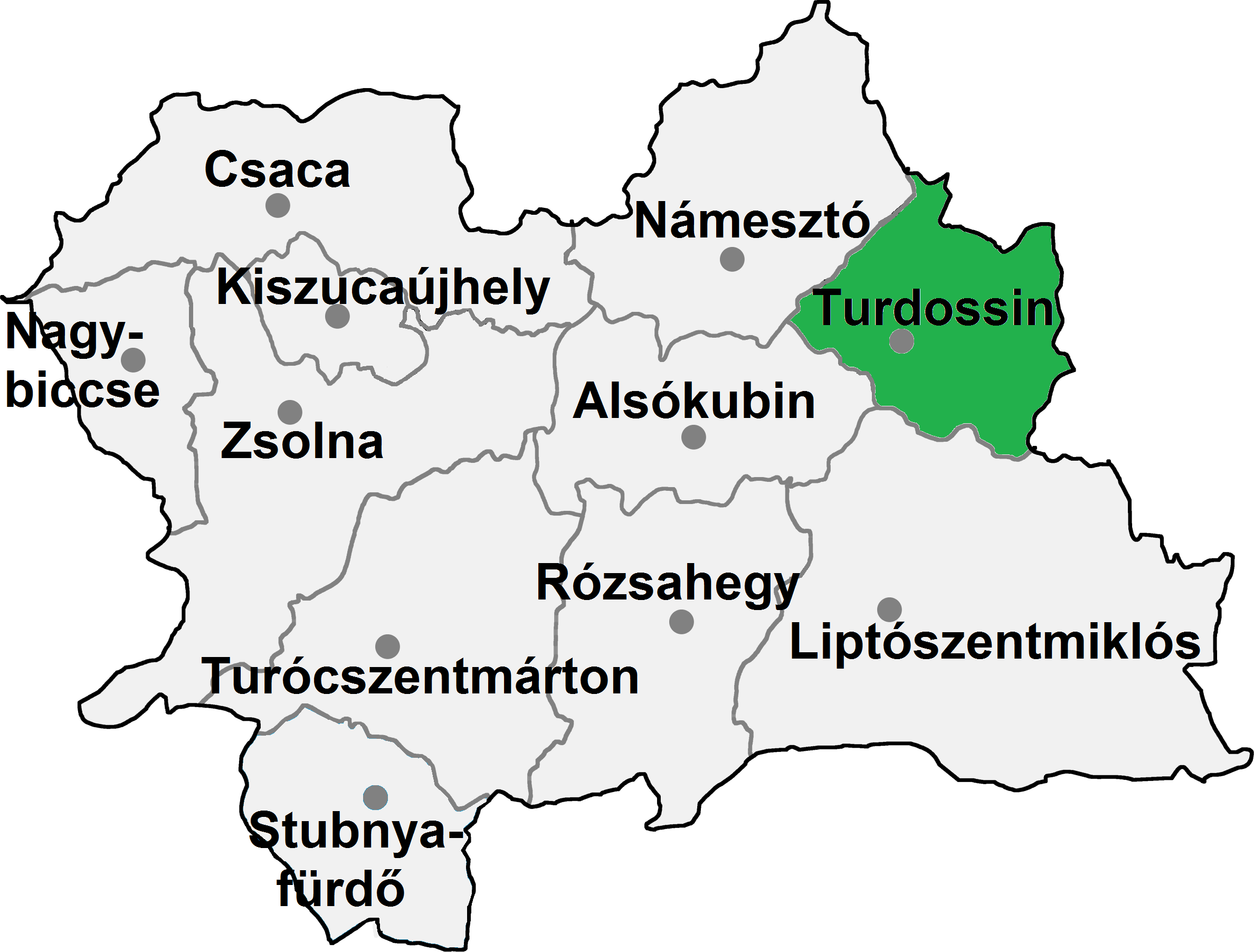
A Turdossini járás

A Turdossini járás (szlovákul Okres Tvrdošín) Szlovákia Zsolnai kerületének közigazgatási egysége. Területe 479 km², lakosainak száma 35 829 fő (2011), székhelye Turdossin (Tvrdošín).

## Története
A vármegyében a legősibb, már 1111-ben említett település Turdossin. 1265-től magyar vámállomásként működött a Közép-Magyarországról Lengyelországba, Krakkóba vezető kereskedelmi útvonalon. Ekkoriban a településtől északra fekvő területek Lengyelországhoz tartoztak, amit az is bizonyít, hogy ott (Jablonka területén) Nagy Kázmér lengyel király 1368-ban vámhivatalt létesített, amely a turdossini magyar vámállomás lengyel megfelelője volt.
A mai Turdossini járás községei 1918 előtt Árva vármegye két járásához, a Trsztenai járáshoz és a Turdossin székhelyű Vári járáshoz tartoztak, az előbbihez Turdossin, Krasznahorka, Medvedze, Alsóstepanó, Felsőstepanó, Nizsna, Nemesdedina, Podbjel, Bjelipotok, Habovka, Zuberec és Zábidó, utóbbihoz Trsztena, Usztye, Oszada, Hámri, Brezovica, Ljeszek, Csimhova, Vitanova, Hladovka és Szuchahora. A Vári járáshoz az előbbieken kívül délnyugaton a mai Alsókubini járásból Árvaváralja, Alsólehota, Felsőlehota, Parasztdubova, Dluha, Kriva és Chlebnice, a Trsztenaihoz pedig az egykori Árva vármegye Lengyelországi része tartozott.
Árva megye 1918-tól csehszlovák és lengyel uralom alatt állt, amit a trianoni békeszerződés erősített meg 1920-ban. A két új birtokos ország közötti határ azonban évekig vitatott volt, az első megállapodás 1920-ban született, végül 1924-ben egy területcserével rögzítették a ma is érvényes határt úgy, hogy Hladovka és Szuchahora Csehszlovákiához, míg Alsólipnica Lengyelországhoz került.
1923-ban a csehszlovák uralom alatt már Turdossininak nevezett Vári járást felosztották az Alsókubini és a Trsztenai járások között, utóbbi határai ettől kezdve egészen 1960-ig megegyeztek a mai Turdossini járáséval, de székhelye Trsztena volt. (A már említett Hladovka és Szuchahora csak 1924-től lett a járás része.) Szintén 1923-tól a mai Szlovákia területét hat nagymegyére osztották, a járás ezek közül Vágmente megyéhez (Považská župa) került. 1928-ban a nagymegyék is megszűntek, Csehszlovákiát négy tartományra osztották, ekkor a járás a Csehszlovákián belüli Szlovákia része lett.
1938 végén, a müncheni egyezményhez kapcsolódóan Lengyelország megszerzett egyes vitatott területeket Csehszlovákiától, így Hladovkát és Szuchahorát is. 1939 tavaszán, amikor Csehszlovákia megszűnt, a független Szlovákiában ismét hat megyét hoztak létre, a Trsztenai járás ezek közül Tátra megyéhez (Tatranská župa) tartozott. Ugyanazon év végén, Lengyelország német lerohanását követően Szlovákia megszerezte az egykori Árva vármegye teljes Lengyelországhoz tartozó területét, és ez is a Trsztenai járás része lett, mely így elérte legnagyobb kiterjedését.
A második világháború után visszaálltak az 1938 előtti országhatárok, az újjáalakult Csehszlovákia közigazgatási beosztása hasonló volt az 1928-38 közöttihez, a Trsztenai járás ismét a szlovák tartományhoz tartozott. 1949-ben viszont az 1923-28 közötti nagymegyékhez hasonló nagyobb közigazgatási egységeket hoztak létre, de ezek neve most kerület (kraj) lett, és járásunk a Zsolnai kerülethez került.
1960-tól jelentősen átszervezték a járásokat, a korábbiaknál sokkal nagyobbakat hozva létre. A Trsztenai járást (a Námesztói járással együtt) beolvasztották az Alsókubini járásba, így az magába foglalta az egykori Árva vármegye szinte egészét. Szintén 1960-ban a kerületek száma Szlovákiában hatról háromra csökkent, az Alsókubini járás pedig a Közép-Szlovákiai kerület része lett. A kerületek 1990-ben ismét megszűntek és csak a (nagy)járások maradtak Csehszlovákiában.
1996-ban a már független Szlovákia közigazgatási felosztását ismét jelentősen átalakították. A járások száma 38-ról 79-re nőtt és ezeket nyolc kerületbe osztották be. Az egykori Trsztenai járás helyén megalakult a Turdossini, a Námesztói járás is ismét kivált az Alsókubiniból, és mindhárom ismét a Zsolnai kerület része lett, mint 1949 és 1960 között.

## Népessége
| Év:            | 1994.  | 2004.   | 2014.   | 2024.   |
| -------------- | ------ | ------- | ------- | ------- |
| Emberek száma: | 33 588 | 35 541  | 36 066  | 35 749  |
| Eltérés:       |        | +5,81 % | +1,47 % | -0,87 % |

| Év:            | 2023.  | 2024.   |
| -------------- | ------ | ------- |
| Emberek száma: | 35 745 | 35 749  |
| Eltérés:       |        | +0,01 % |

## A Turdossini járás települései
- Árvafejérpatak (Oravský Biely Potok)
- Brezovica
- Csimhova (Čimhová)
- Habovka
- Hladovka
- Ljeszek (Liesek)
- Nizsna (Nižná)
- Podbjel (Podbiel)
- Stepanó (Štefanov nad Oravou)
- Szuchahora (Suchá Hora)
- Trsztena (Trstená)
- Turdossin (Tvrdošín)
- Vitanova (Vitanová)
- Zábidó (Zábiedovo)
- Bölényfalu (Zuberec)